# Заблудший (фильм)
«Заблудший» (Гнёзда) — советский художественный телефильм, снятый в 1966 году режиссёром Семёном Тумановым, по сценарию кировского писателя Юрия Петухова (по его одноименному рассказу).
Телепремьера состоялась 1 апреля 1966 года. 16 января 1967 года был выпущен в прокат.

## История создания
Инициатором постановки фильма стал Николай Крючков. Он прочел рассказ писателя Ю. Петухова «Заблудший». Находясь под впечатлением от сюжета рассказа, Крючков добился его экранизации. Фильм был поставлен на телевидении под названием «Гнёзда» в 1966 году. Через год фильм вышел на широкий экран под названием «Заблудший».

## Сюжет
В трудные послевоенные годы плотник Евсей (Николай Крючков), возвратившись с фронта, не захотел работать в родном разоренном колхозе и, бросив семью, подался в город. Там он создал новую семью с буфетчицей Нюрой. Однако через много лет герой стал мучительно переживать разлуку с родными местами и семьей. Случайная встреча с его выросшим сыном во время проводов в армию приводит Евсея к решению наладить отношения с первой семьей. Не сразу Пелагея простила неверного мужа, но ради детей смирила гордый нрав. Судьба продолжала испытывать её: Евсей узнал, что Нюрка попала в тюрьму за растрату и сиротами остались двое малышей. Как же поступит Пелагея?
Вот как вспоминают современники о выходе на экраны фильма Заблудший:

Выход фильма на телеэкран произвел сенсацию, которой, пожалуй, никто не предвидел. Разговоры, споры о нём, просто обмен мнениями можно было слышать в метро, в троллейбусах и электричках, в магазинах — всюду, где было мало-мальски людно. Евсей и Пелагея стали героями дня. И хотя в разговорах этих их чаще называли не собственными их именами, а «Крючков», «Лидия Смирнова», как раз о самих артистах говорящие словно забывали, как если бы речь шла не о фильме, а о некоей «прямой передаче» из самой жизни.

## В ролях
- Николай Крючков[4][5] — Евсей
- Лидия Смирнова — Пелагея
- Клара Лучко[6] — Нюра
- Лариса Барабанова — Люся
- Иван Жеваго — Анатолий Иванович
- Клавдия Хабарова — Дашка
- Анатолий Шаляпин — Гриша
- Оля Залыгалова — Катя
- Алёша Ефремов — Венька
- Георгий Милляр — колхозник — возница
- Вера Алтайская — подруга Пелагеи
- Валентин Грачёв — Толик
- Виктор Уральский — Степан
- Валентина Ананьина — подруга Пелагеи
- Ия Маркс — Климовна
- Николай Погодин — Николай — гармонист
- Виктор Маркин — фельдшер
- Александра Данилова — Маруся